# 1542 en France
Chronologie de la France
- 1538
- 1539
- 1540
- 1541
- 1542
- 1543
- 1544
- 1545
- 1546

## Événements
- Janvier-février : soixante bateaux quittent Rouen pour Terre-Neuve pour la pêche à la morue[1].

- 16 avril : départ de La Rochelle de Jean-François de la Rocque de Roberval. Le roi de France, François Ier, l’a nommé lieutenant général de la Nouvelle-France le 15 janvier 1541 et chargé de fonder une colonie. Le 8 juin, il arrive  à Terre-Neuve où il rencontre Jacques Cartier puis se rend au Havre-Sainte-Croix, au Canada. Il rentre en France en 1543[2].
- 18 mai : Jean Goujon reçoit dix écus d’or pour la réalisation des sculptures du jubé de l’église Saint-Germain-l’Auxerrois de Paris, dont l’architecte est Pierre Lescot. Ils l’achèvent en 1544[3].
- 4 juillet : un moine envoyé de Nice est accusé à Coni d’avoir voulu faire empoisonner le duc de Savoie Charles III (1486-1553) par les Français[4].
- 7 juillet : édit royal contre la Réforme en France[5].
- 12 juillet, Lagny : le conseil du roi de France déclare la guerre à l’empereur[6]. Début de la quatrième guerre entre François Ier et Charles Quint (fin en 1544).

- 21 juillet : premier traité d’alliance entre la France et la Suède signé à Montiers-sur-Saulx[7].

- 2 août, Argilly : arrestation du chancelier de France Poyet, qui est destitué[8].
- 26 août-4 octobre : échec des Français au siège de Perpignan[6].
- 29 août : prise de la ville de Luxembourg par le duc d’Orléans ; elle est reprise par le comte de Nassau le 9 septembre quand Charles d’Orléans licencie ses troupes. La France perd le Luxembourg[9].

- 1er septembre : retour de la troisième expédition de Jacques Cartier à Saint-Malo[10].
- 7 décembre : édit de Cognac. Établissement de 16 recettes générales, futures généralités de 1542 à 1552, dotées d’un receveur général et d’un bureau des trésoriers généraux de France (répartition, collecte et ordonnancement des fonds fiscaux)[11].
- 30 décembre : François Ier entre à La Rochelle pour réprimer les révoltes de la gabelle dans le Sud-ouest (Aunis, Saintonge, Guyenne)[12].

- Taxe sur les « habitants aisés » qui rapporte environ un quart de la rentrée des tailles. Taxe sur les « villes closes » (1543)[13].

## Naissances en 1542
- 31 octobre : Henriette de Nevers, noble française, duchesse de Nevers et comtesse de Rethel († 24 juin 1601, 58 ans).

## Décès en 1542
- Pierre Rivière, médecin et apothicaire français.